# Acontia albida
Acontia albida  es una especie  de Lepidoptera perteneciente a la familia Noctuidae. Se encuentra en Sudamérica, incluyendo Brasil.
Los adultos están en vuelo en noviembre y diciembre.

## Sinonimia
- Stylorache albida Hampson, 1910